# David Hare (Dramatiker)

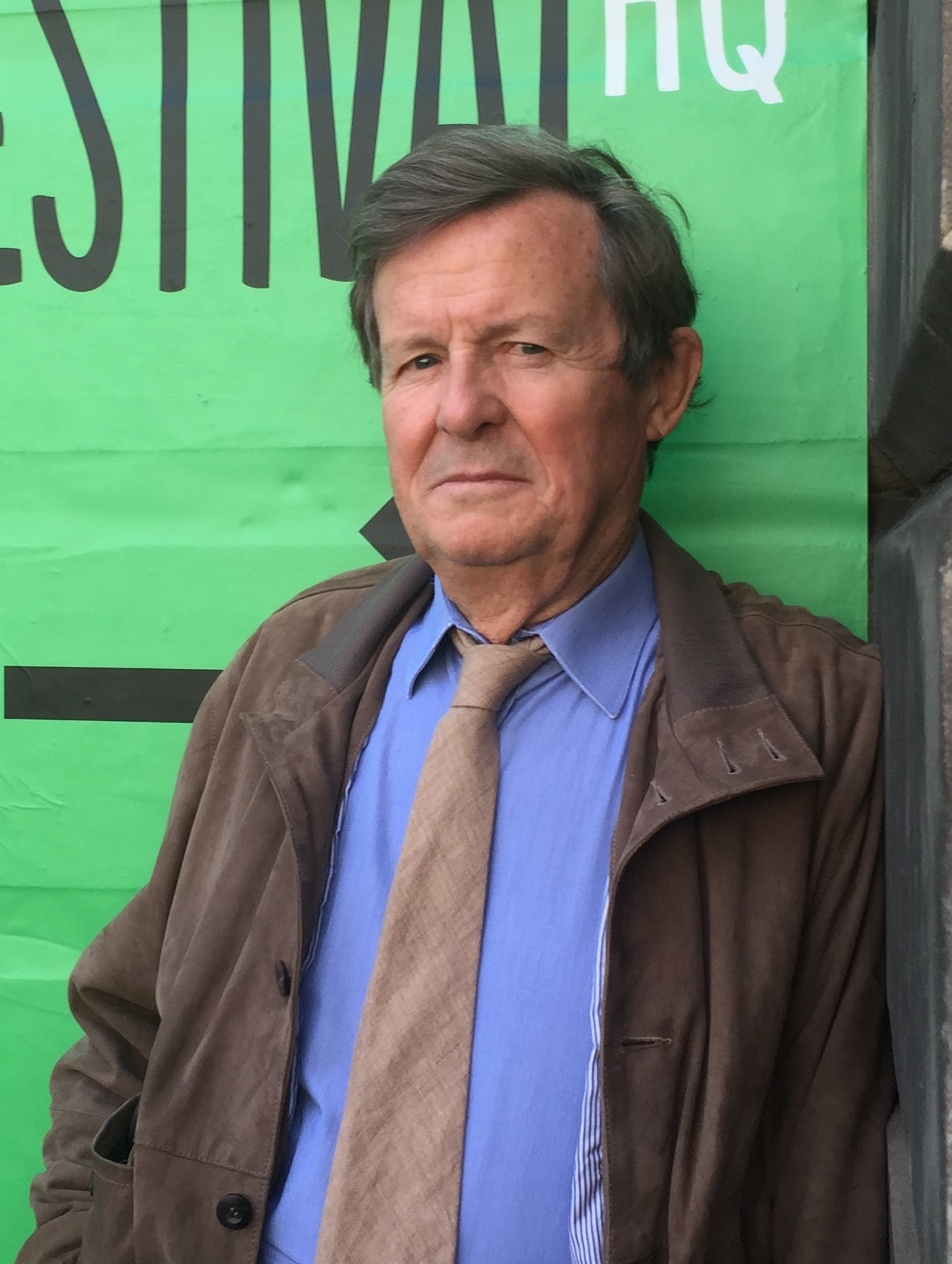
David Hare (2018)

David Hare (* 5. Juni 1947 in Bexhill-on-Sea, East Sussex) ist ein britischer Dramatiker, Drehbuchautor und Regisseur.

## Leben
Hare schreibt und veröffentlicht seit Anfang der 1970er Jahre Theaterstücke mit zumeist gesellschaftspolitischem Inhalt. Sein erstes Drehbuch wurde bereits 1973 für das britische Fernsehen verfilmt. Seit 1978 führt er auch Regie. Einer seiner bekanntesten Filme als Autor und Regisseur ist das Drama Wetherby aus dem Jahr 1985 mit Vanessa Redgrave, Ian Holm und Judi Dench in den Hauptrollen. Der Film gewann auf der Berlinale 1985 den Goldenen Bären.
Für sein Drehbuch zu dem Film The Hours, das auf Basis des gleichnamigen Romans von Michael Cunningham entstand, erhielt er seine erste Oscar-Nominierung. Eine weitere Nominierung erhielt er 2009 für die Adaption von Bernhard Schlinks Roman Der Vorleser.
Als Theaterautor wurde Hare zwischen 1983 und 1997 dreimal für den Tony Award nominiert. 2012 wurde er in die American Academy of Arts and Sciences gewählt.
David Hare war von 1970 bis 1980 mit der Filmproduzentin Margaret Matheson verheiratet. Aus dieser Ehe ist er Vater von drei Kindern. Seit 1992 ist er verheiratet mit der französischen Modeschöpferin Nicole Farhi. Er lebt in London.

## Filmografie (Auswahl)
R = Regie, B = Drehbuch
- 1985: Wetherby – (R, B)
- 1985: Eine demanzipierte Frau (Plenty) – Regie: Fred Schepisi – (B)
- 1988: Ein fast anonymes Verhältnis (Strapless) – mit Bridget Fonda – (R, B)
- 1988: Paris bei Nacht (Paris by Night) – (R, B)
- 1991: Screen Two (Folge 7.01: Heading Home) – (R, B)
- 1992: Verhängnis (Damage) – Regie: Louis Malle – (B)
- 1993: Geheime Verführung (The Secret Rapture) – Regie: Howard Davies – (B)
- 2002: The Hours – Von Ewigkeit zu Ewigkeit (The Hours) – Regie: Stephen Daldry – (B)
- 2008: My Zinc Bed – Regie: Anthony Page – (B)
- 2008: Der Vorleser (The Reader) – Regie: Stephen Daldry – (B)
- 2011: Die Verschwörung – Verrat auf höchster Ebene (Page Eight, Fernsehfilm) – mit Bill Nighy – (R, B)
- 2014: Die Verschwörung – Tödliche Geschäfte (Turks & Caicos, Fernsehfilm) – mit Bill Nighy – (R, B)
- 2014: Die Verschwörung – Gnadenlose Jagd (Salting the Battlefield, Fernsehfilm) – mit Bill Nighy – (R, B)
- 2016: Verleugnung (Denial) – Regie: Mick Jackson – (B)
- 2018: Collateral (Fernsehserie) – (B)
- 2018: The White Crow – Regie: Ralph Fiennes – (B)

## Werke (Auswahl)
- 1974: Knuckle (dt. Eine Stadt wird vernommen)
- 1975: Fanshen
- 1978: Plenty (dt. In Hülle und Fülle)
- 1982: A Map of the World (dt. Eine Weltkarte)
- 1986: The Bay at Nice / Wrecked Eggs (dt. Die Bucht von Nizza / Einfach Eier)
- 1988: The Secret Rapture (dt. Geheime Verzückung)
- 1991: Murmuring Judges (dt. Mühlen des Gesetzes)
- 1993: The Absence of War (dt. Falscher Frieden)
- 1995: Skylight
- 1997: Amy’s View (dt. Amys Welt)
- 1998: The Judas Kiss (dt. Der Judaskuss)
- 2000: My Zinc Bed (dt. Mein Zinkbett)
- 2002: The Breath of Life
- 2004: Stuff Happens[1][2]
- 2006: The Vertical Hour (dt. Zeitfenster)
- 2008: Gethsemane
- 2020: Beat the Devil (Monolog)
- 2022: Straight Line Crazy (Theaterstück)

Die Rechte für die Stücke liegen in Deutschland beim Rowohlt Theater-Verlag.